# 秩父鉄道テキ100形貨車
秩父鉄道テキ100形貨車（ちちぶてつどうテキ100がたかしゃ）は、かつて秩父鉄道に在籍していた貨車である。

## 概要
1959年（昭和34年）6月、日本車輌製造東京支店で30両（テキ101 - テキ130）が製造された、30 t積（1973年（昭和48年）に荷重が1 t増加され、31 t積みとなった）ボギー有蓋貨車である。社内では、従来の木造貨車と区別するため「二軸ボギー鉄製有蓋車」と呼ばれ、セメント会社所有の私有貨車であった。1958年（昭和33年）に試作されたテキ50形（テキ51）を量産化したもので、同形式の試用結果に基づき、車体高さは150 mm上げられている。日本国有鉄道（国鉄）ワム80000形の量産化は1960年（昭和35年）のことであるので、本形式は日本における側面総開き式貨車の実用化第1号として特筆される。本形式は秩父鉄道の車籍であったが、後継形式となるテキ200形は国鉄車籍となった。
袋詰めセメント輸送用で、フォークリフトによるパレット単位の荷役作業に対応できるよう側面の扉がすべて開いた。扉はプレス鋼板製で、片側6枚である。車体は角張っており、袋詰めセメント専用として容積を抑制したため全高が低い独特のスタイルで、屋根はビード付き平鋼板製の山形、妻面上部には通風口が取り付けられている。全長は13,150 mm、全幅は2,732 mm、全高は3,250 mm、自重は18.0 tである。台車は、スリーピース式の一体鋳鋼台車TR41を装備する。
国鉄直通車で、識別のため番号に二重下線が付されている。セメント会社のストックヤードのあった王子駅のほか、上信電鉄の南高崎駅などにも乗り入れた。袋詰めセメントはタンク車・ホッパ車によるバラ積み方式に移行すると必要がなくなり、1984年（昭和59年）11月30日付けですべての車両が廃車になった。
かつてはテキ117が三峰口駅構内の秩父鉄道車両公園に保存されていたが現在では解体撤去された。また、広瀬川原駅・武州原谷駅構内には本形式が多数留置されている他、秩父鉄道沿線には本形式が倉庫などとして活用されているケースが多数存在する。

## 保存車
- テキ117 - 埼玉県秩父市 秩父鉄道車両公園（現在では解体撤去された）